# Neil deGrasse Tyson
Neil deGrasse Tyson [ˈniːəl dəˈɡræs ˈtaɪsən] (Manhattan, New York City, 5. listopada 1958.), američki astrofizičar, pisac i popularizator znanosti. Trenutačno je ravnatelj Haydenova planetarija pri Centru za Zemlju i svemir te znanstveni suradnik na Odjelu astrofizike pri Američkom prirodoslovnom muzeju. Od 2006. do 2011. vodio je znanstveno-obrazovnu emisiju NOVA ScienceNow na PBS-u i čest je gost emisijâ The Daily Show, The Colbert Report i Real Time with Bill Maher. Od 2009. vodi tjednu emisiju Star Talk. Godine 2014. Tyson je vodio Kozmos: odiseju u prostorvremenu, adaptaciju Saganove televizijske serije Kozmos: osobno putovanje.

## Vanjske poveznice
- Tysonov detaljni životopis (curriculum vitae) na službenoj stranici Haydenova planetarija, www.haydenplanetarium.org  Arhivirana inačica izvorne stranice od 1. siječnja 2012. (Wayback Machine) (pristupljeno 14. rujna 2014.)